# Chissamba
Chissamba é um distrito urbano da cidade de Catabola, localizada na província Bié, em Angola. É conhecida pelo Hospital Missão Evangélica de Chissamba, erguido por missionários canadenses, vinculado à Igreja Evangélica Congregacional em Angola.
Foi estabelecida como uma vila em 1886 como um esforço conjunto da Igreja Congregacional Unida de Cristo e da Igreja Unida do Canadá. O primeiro médico em Chissamba foi o Dr. Walter Currie que chegou em 1886. Uma escola bíblica também foi iniciada na Missão Evangélica de Chissamba. Por muitos anos, de 1928 a 1967, os cuidados médicos foram prestados pelo Dr. Walter Strangway e sua esposa Alice. A eles se juntaram a Dra. Elizabeth Ruth "Betty" Bridgman e Edith Radley. A Dra. Betty Bridgman continuou trabalhando até o início da guerra civil, quando ela e Edith Radley foram forçadas a partir. O hospital e a escola bíblica foram destruídos durante a guerra civil, mas foram reconstruídos após o fim do conflito.